# Spillen, Småland
Spillen är en sjö i Vimmerby kommun i Småland och ingår i Botorpsströmmens huvudavrinningsområde. Sjön har en area på 1,71 kvadratkilometer och ligger 115,4 meter över havet. Sjön avvattnas av vattendraget Botorpsströmmen (Tynnsån). Vid provfiske har bland annat abborre, gers, gädda och löja fångats i sjön.

## Delavrinningsområde
Spillen ingår i det delavrinningsområde (641536-151557) som SMHI kallar för Utloppet av Spillen. Medelhöjden är 128 meter över havet och ytan är 9,6 kvadratkilometer. Det finns inga avrinningsområden uppströms utan avrinningsområdet är högsta punkten. Avrinningsområdets utflöde Botorpsströmmen (Tynnsån) mynnar i havet. Avrinningsområdet består mestadels av skog (73 %). Avrinningsområdet har 1,7 kvadratkilometer vattenytor vilket ger det en sjöprocent på 17,7 %.

## Fisk
Vid provfiske har följande fisk fångats i sjön:
- Abborre
- Gärs
- Gädda
- Löja
- Mört
- Sutare